# 목련
목련(木蓮, 학명: Magnolia kobus)은 목련속의 한 종으로, 대한민국과 일본의 자생종이다. 제주도 한라산의 높이 1,800m의 개미목 부근에서 자생하고 있는데, 대한민국 어느 지역에서도 월동이 가능하다. 물기가 있는 땅을 좋아하고 음지에서는 개화·결실이 불가하며 충분한 햇볕을 받아야 꽃이 잘 핀다. 꽃이 아름다워 《양화소록》(養花小錄)의 화목구등품제(花木九等品第)에서는 7등에 속하였다.

## 목련
나무에 핀 연꽃이라는 뜻이다. 새하얀 꽃잎이 물에 뜬 모양이 마치 흰 보석 진주를 닮았다 하여 나무 위의 진주를 의미하는 영문명 마가렛 Margaret과 유사한 이름이 되었다는 설이 있다. 식물학자 피에르 마뇰로Magnol의 이름을 본따 만들어졌다. 본래 마뇰로의 어원은 ”강하다“, “강한” 이라는 의미의 라틴어 마그누스 magnus 또는 magin에서 유래했다. 꽃눈이 붓을 닮아서 목필(木筆)이라고 하고, 꽃봉오리가 피려고 할 때 끝이 북녘을 향한다고 해서 북향화라고도 한다.

## 생김새
높이 10m, 지름 1m이다.

### 가지
가지는 굵고, 털이 없고 많이 갈라진다.

### 잎
잎은 어긋나며 넓은 난형 또는 도란형으로 길이 5-15cm, 너비 3-6cm이다.

### 꽃
꽃은 3월 말부터 잎이 나기 전에 핀다. 꽃잎은 백색이지만 기부는 연한 홍색이고 향기가 있다.

### 열매
열매는 원통형으로 길이 5-7cm이며, 씨앗은 타원형으로 길이 12-13mm이고 외피가 붉은색이다.

## 쓰임새
정원수나 가로수로 주로 심는다. 이외에도 접붙이기할 때 대목으로 쓰인다. 목재의 재질이 치밀하고 연하여 상을 만들거나 칠기를 만드는 데에도 적합하다. 일본에서는 나무껍질을 제거하지 않은 채 자시쓰의 기둥으로 사용하기도 한다.

### 약용
이른 봄에 채취한 꽃봉오리를 통풍이 잘 되는 곳이나 햇볕에 말리면 한약재인 신이(辛夷)가 된다. 진통과 진정의 효과가 있으며, 비염, 축농증, 두통, 현기증에 효능이 있다고 한다. 민간에서는 1일량 2-10g의 신이를 300-400cc의 물로 반량이 될 때까지 달여서 1일 3회에 나누어 복용하는 용법이 알려져 있다. 축농증이나 꽃가루 알레르기의 코막힘에 효과가 있다는 의견도 있다. 또한 마른 신이를 분말로 하여 1회 0.1~0.2그램을 끓여 복용해도 좋다고 한다. 몸을 따뜻하게 하는 약초를 위해 다량으로 마시면 현기증이나 충혈을 일으킬 수도 있다.
꽃봉오리는 방향제이기도 한데, 꽃은 향수의 원료가 되기도 한다. 이외에는 꽃봉오리를 건조시켜 쓰는데 목련의 나무껍질에서 나온 수액은 감기를 치료하거나 기생충을 없애는 데 쓰인다.

### 식용·음용
일본에서는 아이누가 나무 껍질을 차처럼 사용하여 음용했다고도 알려져 있다. 단, 나무껍질은 유독하므로 주의가 필요하다. 꽃은 설탕에 절이거나 얇게 튀김옷을 입혀 튀김에 조리되기도 한다. 붉은 과일 등을 모아 소주 등에 담가두면 색다른 향의 과실주를 만들 수 있다.

## 꽃말
꽃말은 자연애이며, 북향화라는 또다른 이름은 전설이 뒷받침해주고 있다. 공주가 북쪽에 사는 사나이를 좋아했다는 전설이 있는데, 그 때문에 봉우리가 필 때 끝이 북쪽을 향한다는 의미가 있다.

## 사진

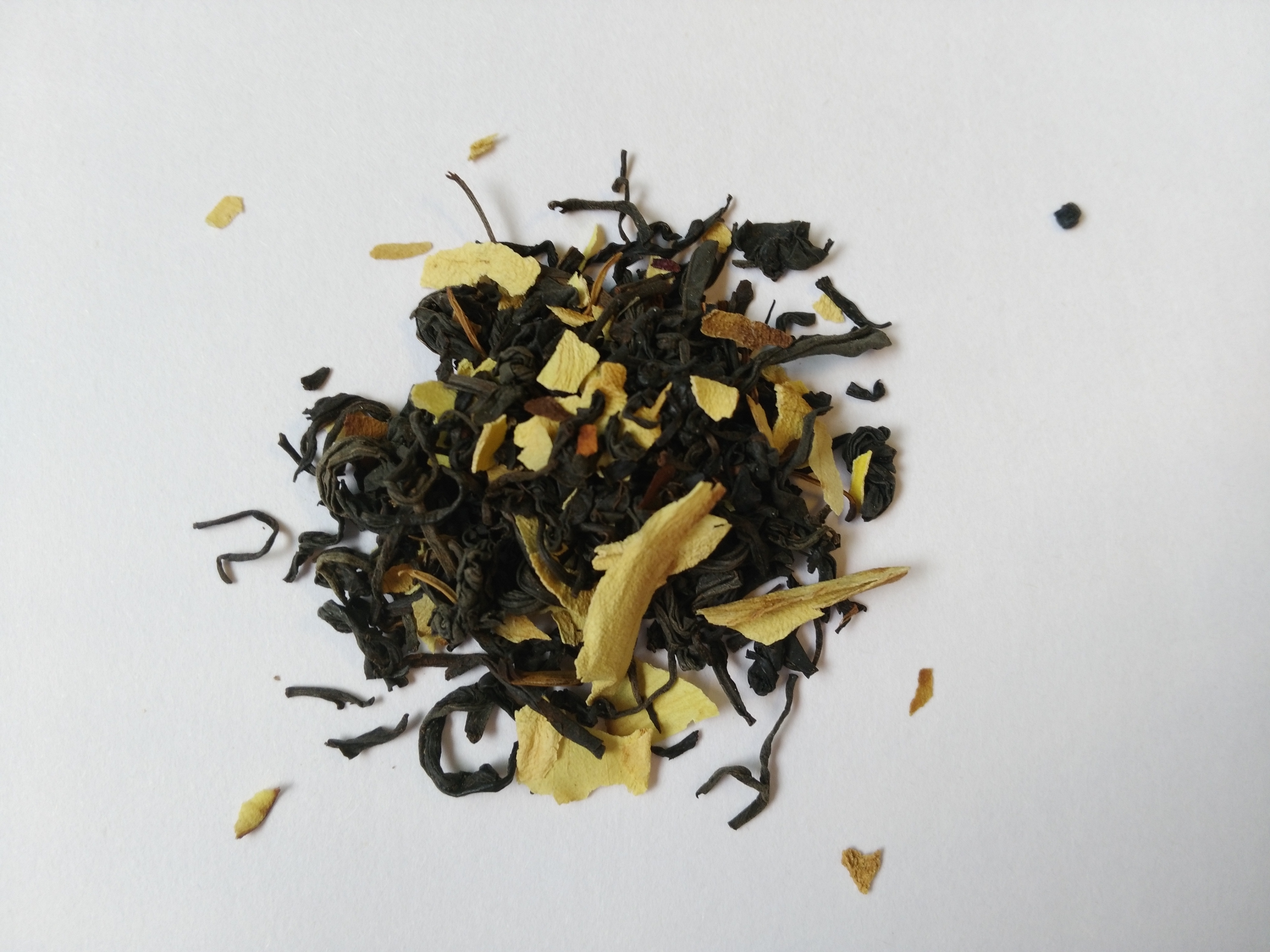
목련꽃잎과 블렌딩한 잭살차
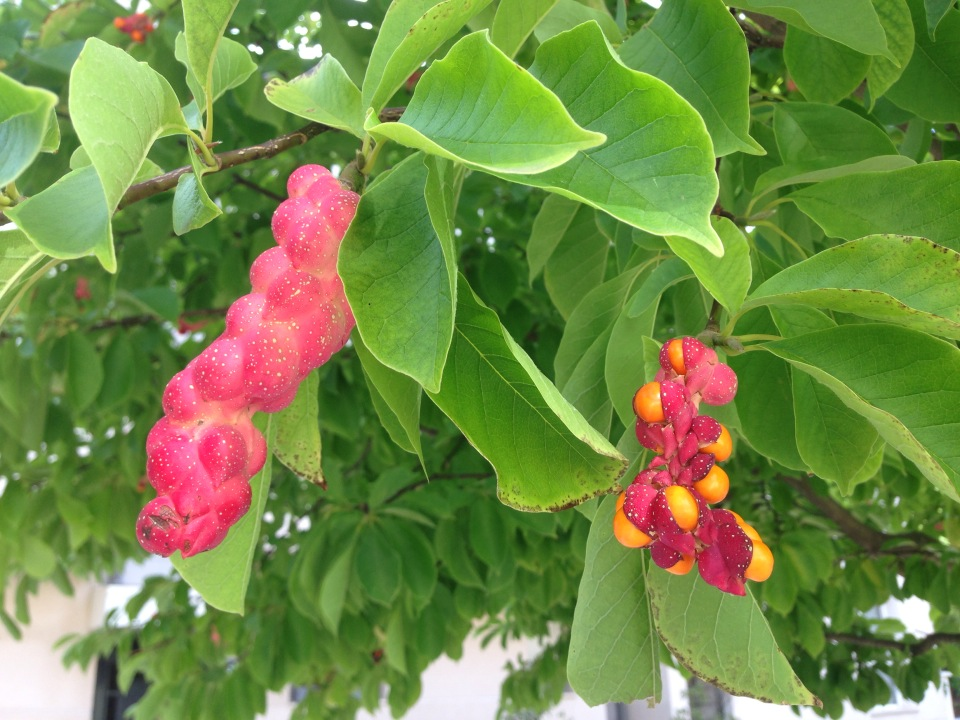
씨앗
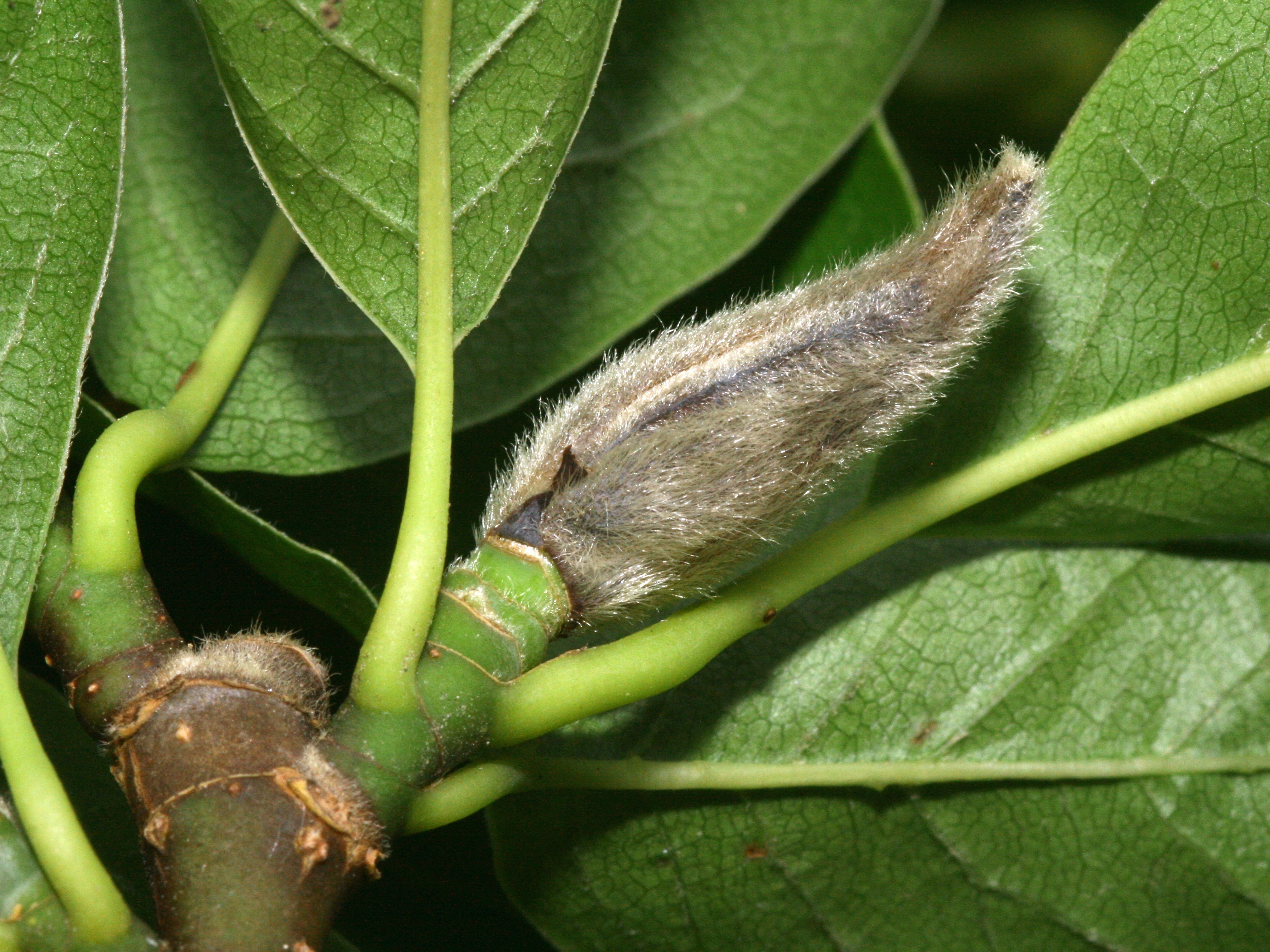
겨울눈
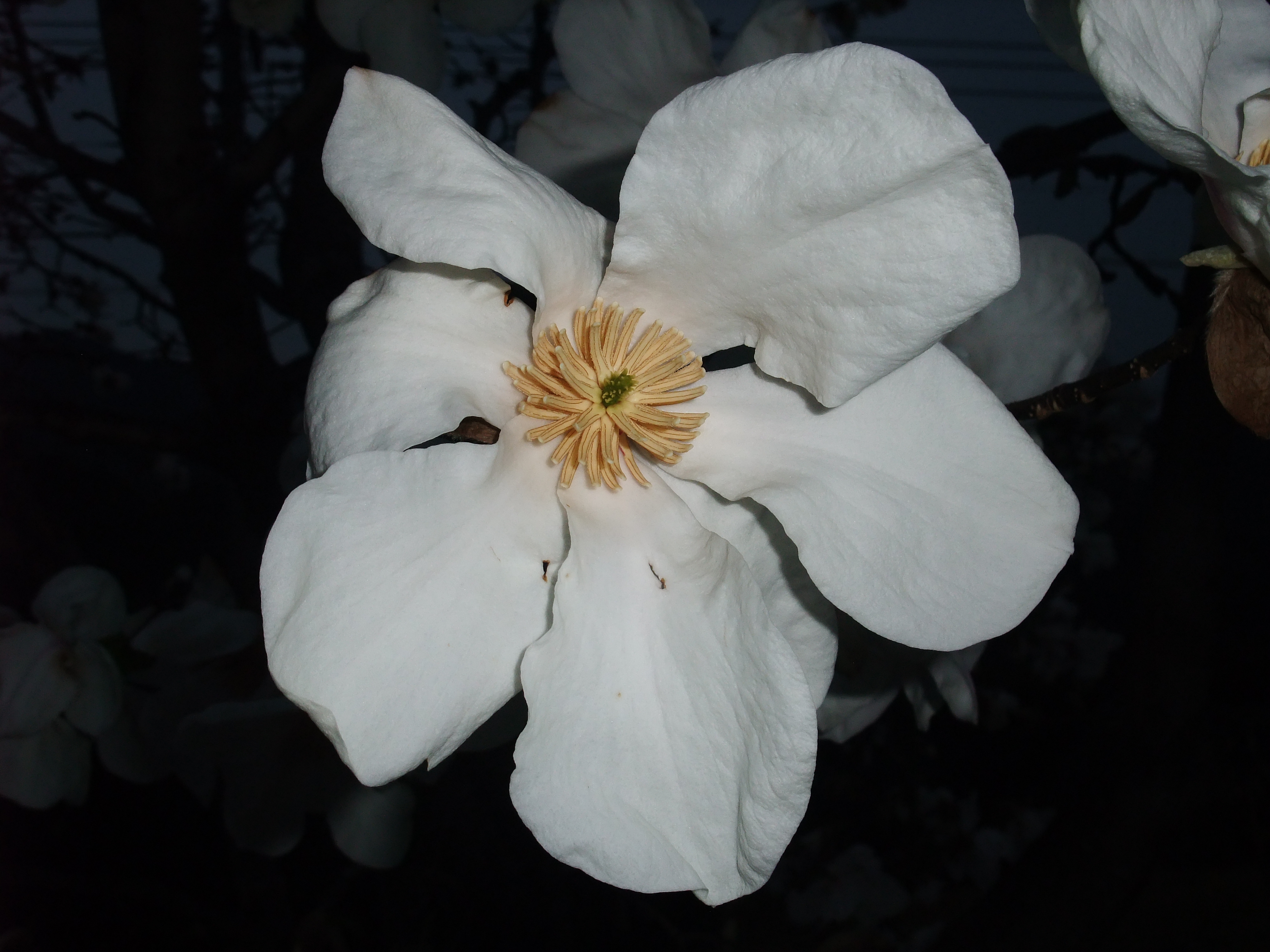
꽃
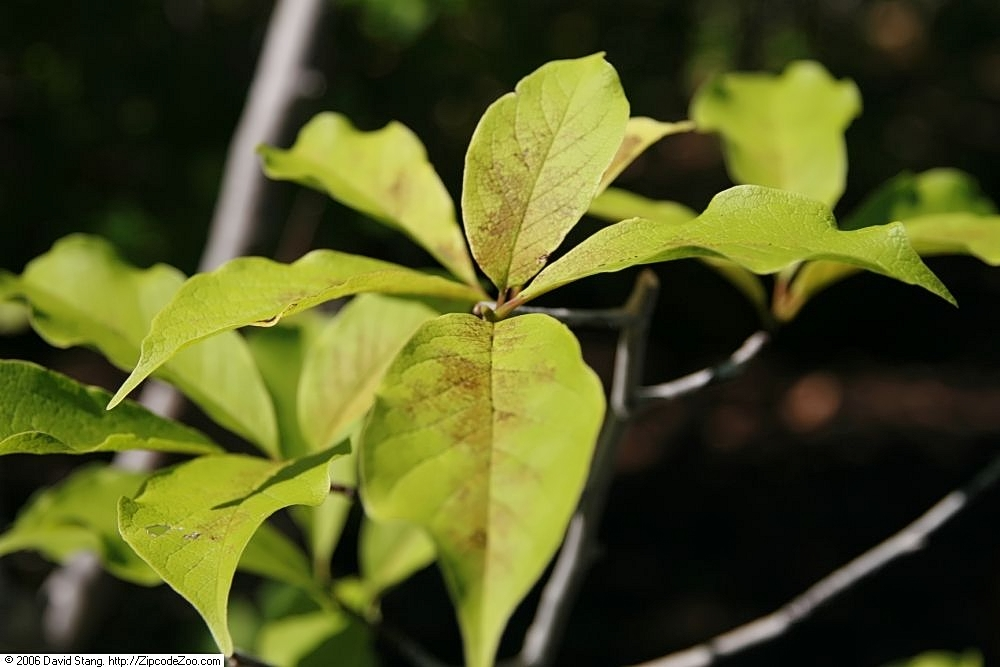
잎
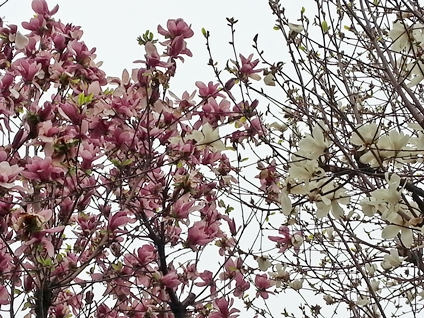
붉은 목련과 흰 목련

## 참고 문헌
- 이 문서에는 다음커뮤니케이션(현 카카오)에서 GFDL 또는 CC-SA 라이선스로 배포한 글로벌 세계대백과사전의 내용을 기초로 작성된 글이 포함되어 있습니다.